# 満洲国参議府
満洲国参議府（まんしゅうこくさんぎふ）とは、満洲国における皇帝の諮問機関。

## 概要
旧憲法下の日本の枢密院に相当する。立法院が正式発足の運びとならなかったため、事実上の立法代行機関としての機能を持つに至った。 
参議府は議長1名、副議長1名、参議若干名で組織する合議制の機関で、「参議府会議規定」に基づいて運営された。日本人も副議長・参議に名を連ねた。参議人事は関東軍司令官が推薦する人物が任用された。
国務総理大臣、宮内府大臣、各部大臣又はその代理者が参議府に出席して意見を述べることができたが、彼らに議決権は与えられていなかった。
1945年（康徳12年）8月17日、通化省臨江県大栗子での緊急会議で、康徳帝（溥儀）の退位詔書を承認（翌18日公表）。満洲国の幕引きを決する機関となった。

## 事項
諮詢事項
- 法律
- 帝室令（日本の皇室令に相当）
- 勅令（執政時代は「教令」）
- 予算及び国庫の負担になる契約
- 条約や皇帝の名において行われる対外宣言
- 重要なる官吏の任免（1937年に削除）
- その他重要な国務事項

その他事項
- 重要なる国務に関し意見を上奏（1937年に削除）

## 参議府を構成した人物

### 歴代参議府議長
1. 1932年3月9日～1935年5月21日 - 張景恵
2. 1935年5月21日～1945年8月18日 - 臧式毅

### 歴代参議府副議長
1. 1932年3月9日～1933年3月9日 - 湯玉麟
2. 1933年3月9日～1934年1月17日 - 張海鵬
3. 1934年8月2日～1937年7月1日 - 筑紫熊七
4. 1937年7月7日～1937年12月11日 - 田辺治通
5. 1937年12月11日～1945年8月18日 - 橋本虎之助

### 参議一覧
- 1932年3月9日～1935年2月1日 - 袁金鎧
- 1932年3月9日～1933年7月5日 - 羅振玉
- 1932年3月9日～1936年4月15日 - 貴福
- 1932年3月9日～1933年3月9日 - 張海鵬
- 1932年8月6日～1934年8月2日 - 筑紫熊七
- 1932年8月15日～1932年12月7日 - 程志遠
- 1932年10月5日～1933年7月12日 - 駒井徳三
- 1933年1月14日～1937年12月11日 - 田辺治通
- 1933年2月12日～1937年5月7日 - 増韞
- 1933年5月21日～1940年5月18日 - 沈瑞麟
- 1934年2月23日～1937年12月11日 - 矢田七太郎
- 1934年2月28日～1937年5月7日 - 宝熙
- 1934年2月28日～1939年4月24日 - 胡嗣瑗
- 1935年5月21日～1935年6月19日 - 謝介石
- 1936年8月27日～1942年9月28日 - 栄厚
- 1937年5月7日～1941年3月25日 - チムトシムベロ
- 1937年12月11日～1939年8月17日 - 大橋忠一
- 1937年12月11日～1939年3月22日 - 古田正武
- 1939年3月22日～1943年2月11日 - 直木倫太郎
- 1939年4月2日～1942年9月29日 - 于芷山
- 1940年5月16日～1942年9月28日 - 孫其昌
- 1940年5月16日～1945年6月2日 - 清原範益
- 1940年5月16日～1942年9月28日 - 丁鑑修
- 1940年6月4日～1941年8月1日 - 坪上貞二
- 1941年3月25日～1945年8月18日 - 札ﾛ葛爾
- 1941年8月25日～1942年4月 - 小平権一
- 1941年12月18日～1945年8月18日 - 王静修
- 1942年5月15日～1945年8月18日 - 井野英一
- 1942年9月28日～1945年3月12日 - 韋煥章
- 1942年9月28日～1945年8月18日 - 張煥相
- 1942年9月28日～1945年8月18日 - 蔡運升
- 1942年9月28日～1945年8月18日 - 丁超
- 1943年6月19日～1945年8月18日 - 高橋康順
- 1943年6月19日 - 鹿児島虎雄
- 1944年10月2日～1945年8月18日 - 井上忠也
- 1945年7月20日～1945年8月18日 - 寿明阿